# Chato's Land
Chato's Land (La tierra de Chato en Hispanoamérica y Chato el apache en España) es un western estadounidense en Technicolor de 1972 dirigido por Michael Winner y protagonizado por Charles Bronson y Jack Palance.
La película se estrenó el 25 de mayo de 1972 y está grabada en Almería, España por actores de habla inglesa. En México, el Canal 8 de la Universidad de Sonora estrenó esta película en su idioma original, sin doblar al español y añadiendo subtítulos a este idioma el miércoles 24 de enero de 1973.

## Argumento
Chato es un apache mestizo, que tiene una mujer, un hijo y un hermano. Él vive entre dos culturas. Por un lado siente un cierto sentimiento de fidelidad hacia su tribu, pero, por otro lado, también experimenta una poderosa atracción hacia el mundo de los blancos. Por ello también aparece ante ellos en su civilización vestido como ellos. Un día un malvado sheriff de un pueblo blanco intenta matarlo por la espalda por ser mestizo, por lo que tiene que matarlo en defensa propia. La gente del pueblo, que odia a la gente como él, busca entonces matarlo por lo ocurrido. Por ello Chato se ve obligado a huir perseguido por una partida del pueblo encabezada por el sanguinario Quincey Whitmore, un antiguo soldado confederado que ansía ahorcarlo.
Son trece hombres contra uno. Al principio Chato trata de solucionarlo sin matar, pero cuando encuentran su hogar y matan a su hermano y violan a su mujer, que puede rescatar luego cuando su hijo, que pudo escapar, le informa de lo ocurrido, él decide matarlos por lo ocurrido y por sus intenciones de querer matarlo a él. Por ello Chato los atrae hasta el territorio apache, que él conoce muy bien y ellos no, y allí, donde la topografía y la salvaje y cruel naturaleza están de su parte, empieza a matarlos uno a uno hasta que finalmente consigue matarlos a todos.

## Reparto
- Charles Bronson - Chato
- Sonja Rangan - Mujer de Chato
- Jack Palance - Quincy Whitmore
- Richard Jordan - Earl Hooker
- James Whitmore - Joshua Everette
- Richard Basehart - Nye Buell
- Simon Oakland - Jubal Hooker
- Ralph Waite - Elias Hooker
- Victor French - Martin Hall
- Raúl Castro - El Mejicano

## Producción
La película fue rodada en España. También fue el primer título que Charles Bronson rodó a las órdenes del cineasta Michael Winner, con quien rodaría otras cinco veces, consiguiendo con él de esa manera algunos de sus mayores éxitos en su carrera.

## Recepción

### Recepciones críticas
Vincent Canby la calificó como "una... larga, estúpida venganza occidental...". Fue dirigida por Michael Winner, rodada cerca de Almería, España. Casi todo el mundo recibe un disparo o es acuchillado, y un hombre muere después de que Chato le eche el lazo con una serpiente de cascabel viva.
TV Guide, haciendo eco de Canby, escribió "Un gran elenco se pierde todo en esta sangrienta película, por debajo del promedio, demasiado largo. El guion podría haber sido escrito para una película muda para adaptarse con el hombre de pocas palabras tradicionales e imagenes de Bronson (de hecho, más gruñidos y entrecerrar los ojos que las palabras)... Como Brosnon debe apoyarse habitualmente en la convicción y asegurarse de haya espectadores que encontrarán un elocuente silencio".
Una revisión más reciente de Film4 fue la más positiva que La tierra de Chato... aunque ninguna obra maestra, es una pieza eficaz y con frecuencia pertubadora de la cinematografía. Una dura, cínica occidental con buen ritmo y una buena actuación bajo la dirección de Charles Bronson y el elenco de vagabundos para prenderle. Una película de la calidad de Michael Winner".[cita requerida]

### Connotaciones políticas de los años 70
El crítico de cine Graeme Clark discutió un tema político contemporáneo a menudo discutido de la película cuando fue lanzado a principios de la década de los 70, la escritura, "Hay algunos que ven esta película como una alegoría de la presencia de Estados Unidos en Vietnam, que fue contemporáneo a este argumento, pero tal vez eso está dándoles a los cineastas demasiado crédito. Concedidó, no es el tema del hombre blanco inmiscuirse en una tierra donde están con frecuencia bajo el fuego, y terminan humillados como resultado, pero cuando se hizo esto, no fue del todo claro que Estados Unidos estaría en el lado de los perdedores como el conflicto que puede haber terminado, pero no estaba mucho tiempo de ninguna manera".[cita requerida]